# Market Weighton
Market Weighton è un paese di 5.212 abitanti dell'East Riding of Yorkshire, in Inghilterra.